# Lackträd
Lackträd (Toxicodendron vernicifluum, tidigare Rhus verniciflua), också känt under  namn som kinesiskt lackträd, japanskt lackträd och japansk sumac, är ett asiatiskt trädslag av släktet Toxicodendron (tidigare Rhus ) hemmahörande i Kina och på den indiska subkontinenten. Det odlas i områden i Kina, Korea och Japan för utvinning av dess giftiga sav, som används som en mycket slitstark lack för att göra kinesiska, japanska och koreanska lackarbeten.
Arten är en sumakväxtart som först beskrevs av Jonathan S. Stokes, och fick sitt nu gällande namn av Fred Alexander Barkley.
Träden växer upp till 20 meter höjd med stora blad, som vart och ett innehåller 7-19 småblad (oftast 11-13). Saven innehåller det allergiframkallande urushiol, som fått sitt namn från artens japanska namn urushi.

## Användning
Saven tappas från stammen genom att man skär 5-10 horisontella skåror på stammen hos ett ca 10 år gammalt träd, och sedan samlar den gråaktigt gula saven som tränger ut. Växtsaften filtreras sedan, värmebehandlas och färgas innan den appliceras på ett basmaterial som ska lackeras. Härdning av den använda saven kräver torkning i en varm, fuktig kammare eller värmeskåp under 12 till 24 timmar där urushiolet polymeriserar för att bilda en klar, hård, och vattentät beläggning. I sin flytande form, kan urushiol orsaka extrema utslag, även från ånga. När det härdat, är reaktioner möjliga men mindre vanliga.
Produkter belagda med lack känns igen på en extremt hållbar och glansig finish. Lack har många användningsområden, några vanliga sådana  är porslin, musikinstrument, pennor, smycken och pilbågar. Det finns olika typer av lack - den cinnober-röda är mycket uppskattad. Opigmenterad lack är mörkbrun men de vanligaste färgerna hos urushiol är svart och rött, från pulvriserade pigment av järn respektive järnoxid. Lack målas på med en pensel och härdas i en varm och fuktig miljö.

Frukter av Toxicodendron vernicifluum

Konstnärlig tillämpning och dekoration med lack kan vara en lång process, som kräver många timmar eller dagar av noggranna och repetitiva lager och torktider. Skapandet av ett enda stycke med urushitekniken, såsom en skål eller en reservoarpenna, kan ta veckor till månader att slutföra. Lack är också ett mycket starkt lim.
Bladen, frön och hartset av den kinesiska lackträdet används ibland i kinesisk medicin för behandling av inre parasiter och för att stoppa blödning.